# Culicoides variipennis
Culicoides variipennis är en tvåvingeart som först beskrevs av Daniel William Coquillett 1901.  Culicoides variipennis ingår i släktet Culicoides och familjen svidknott. Inga underarter finns listade i Catalogue of Life.